# Qinglin Shiqian
Qinglin Shiqian (chiń. trad. 青林師虔; pinyin Qīnglín Shīqían; kor. 청림사건 Ch'ŏngnim Sagŏn; jap. Seirin Shiken; wiet. Thanh Lâm Sư Kiền; ur. IX wiek, zm. 904) – chiński mistrz chan ze szkoły caodong.

## Życiorys
Chociaż był jednym z głównych uczniów mistrza chan Donshana Langjie, to o jego życiu, zwłaszcza z wcześniejszego okresu, wiadomo niewiele. Trochę informacji zawiera Wudeng Huiyuan, ale dotyczą one okresu od spotkania Dongshana.
Gdy Qinglin spotkał po raz pierwszy Dongshana, Dongshan spytał go: „Skąd przychodzisz?”
Qinglin powiedział: „Z Wuling.”
Dongshan powiedział: „Jak nauczanie Dharmy w Wuling ma się do nauczania tu?”
Qinglin powiedział: „W obcych krajach, kiełki bambusa są zbierane zimą.”
Dongshan powiedział: „Dajcie temu człowiekowi pachnący ryż gotowany w oddzielnym garnku.”
Qinglin machnął rękawami i wyszedł.
Dongshan powiedział: „Pewnego dnia on stratuje wszystkich na ziemi na śmierć.”
Pewnego razu, gdy Qinglin sadził sosnę na górze Dong, straszy człowiek poprosił go o wiersz. Qinglin wyrecytował te wersy:
| Więcej niż trzy stopy długości, Gruba zielona trawa, Nie wiem jakie pokolenie Zobaczy tę sosnę w starości. |

Mnich pokazał ten wiersz Dongshanowi, który powiedział: „Oto trzeci przywódca z góry Dong.”
Qinglin udał się w góry Qingcun w Shannnafu i tam mieszkał w chatce. Po dziesięciu latach nagle przypomniał sobie coś, co powiedział mu Dongshan i postanowił działać dla dobra wielu ludzi. Udał się do Suizhou, gdzie został zaproszony do objęcia funkcji opata w klasztorze Zielonego Lasu. Po jakimś czasie przeniósł się z powrotem na górę Dong.
Qinglin wszedł do sali i powiedział: „Zasadnicze nauczanie przodków trwa w tej chwili. Dharma jest widoczna. Jaka tu jest inna sprawa?”

## Linia przekazu Dharmy zen
Pierwsza liczba oznacza liczbę pokoleń od Pierwszego Patriarchy chan w Indiach Mahakaśjapy.
Druga liczba oznacza liczbę pokoleń od Pierwszego Patriarchy chan w Chinach Bodhidharmy.
- 33/6. Huineng (638–713)
  - 34/7. Qingyuan Xingsi (660–740)
    - 35/8. Shitou Xiqian (700–790)
      - 36/9. Yaoshan Weiyan (751–834)
        - 37/10. Yunyan Tansheng (770–841)
          - 38/11. Dongshan Liangjie (807–869) szkoła caodong
            - 39/12. Jiufeng Puman (bd)
              - 40/13. Tong’an Wei (bd)

            - 39/12. Youqi Daoyou (bd)
            - 39/12. Tiantong Weiqi (bd)
            - 39/12. Yunju Daoying (zm. 902)
              - 40/13/1. Taekyŏng Yŏŏm (862–930) szkoła sŏngju – Korea
              - 40/13. Tong’an Daopi (bd) (także Daoying)
                - 41/14. Tong’an Guanzhi (bd)
                  - 42/15. Liangshan Yuanguan (bd)
                    - 43/16. Dayang Jingxuan (943–1027) (także Jingyan)

            - 39/12. Longya Judun (835–923)
              - 40/13. Yanqing (bd)
              - 40/13. Hanzhu (bd)

            - 39/12. Qinshan Wensui (bd)
            - 39/12. Yuezhou Qianfeng (bd)
            - 39/12. Qinglin Shiqian (bd)
            - 39/12. Sushan Kuangren (837–909)
              - 40/13. Huguo Shoucheng (bd)
              - 40/13/1. Tongjin Kyŏngbo (868–948) szkoła tongni – Korea

            - 39/12. Jingdiao Xianzu (bd)
            - 39/12. Caoshan Benji (840–901)